# 给力
给力，中國當代流行語，表示事物向有利的情況發展超出了預期，結果比預期的還好。2010年，“给力”一词在世界杯期间被中國网友以感叹词来使用，其意义被延伸；类似于“牛”、“很棒”、“酷”，成为中国流行網路语言，现已入新华词典第六版。

## 使用例
- 在实际使用中，也可加一个否定前缀，如“不给力”，表示某个事件或某个人带给自己一种很失望的感觉。为此，有网友还造出一个新的英文单词“ungelivable”，意为“不给力”。
- 2010年11月10日，“给力”一词登上中共中央机关报《人民日报》的头版头条。当日发行的《人民日报》在头版刊登文章《江苏给力“文化强省”》，让不少人有些“意外”。[3]文章中将“给力”用作动词，但这种用法并没有被大众接受，“给力”仍作为一个形容词而广泛流传。
- “给力”一词亦入选《咬文嚼字》编辑部评选的《2010年十大流行语》，并荣登榜首。[4][5]
- 2010年12月31日，湖南卫视举办了跨年演唱会，这次的演唱会首次以“给力”为主题；2011年1月9日，湖南卫视以“给力”为节目标题推出了互动电视节目《给力星期天》。
- 2012年6月1日出版的《现代汉语词典（第6版）》收录了“给力”词条，体现了“给力”一词在生活中使用频率之高。[6]

## 中国大陆境外地区的使用

### 台灣、新加坡和馬來西亞
“给力”一词在中国大陆以普通话发音普及之前，台灣、新加坡和馬來西亞華人就已經广泛使用闽南语、福建話里早就存在着的“激力”和“够力”这两个词，意思就相当于普通话里“带劲”的意思，台灣、馬來西亞，尤其是南馬一帶閩南語、福建話普遍盛行的地區，“够力”一詞也被當地華人所通用。而在和馬來西亞一衣帶水的新加坡，新加坡政府的文化政策鼓励新加坡华族多说华语，少说汉语方言的缘故，这两个闽南语词就进入了新加坡华语词汇，以华语发音说出来。如今在馬來西亞、新加坡華人口里还能听到部分人使用闽南语说出“够力”（gào lát）这个词，而更多的華人尤其是年輕人則使用华语发音（gòu lì）。

## 英语翻译
网民為“给力”一词制作了一个英文单词，同时也有一些人认为应为，并在词前加上前缀表示“不”的意思，但目前两种讲法均未得到官方认可，甚至在普通网民中也有一部分人无法接受。

## 资料来源
1. ↑  .   [2012-05-06]. （原始内容存档于2011-07-29）.
2. ↑  .   [2011-01-17]. （原始内容存档于2010-11-01）.
3. ↑  高家涛. . 新浪科技 (《山东商报》).   [2011-01-17]. （原始内容存档于2010-11-14）.
4. ↑  . 新华网. 2010-12-28.[永久]
5. ↑  .   [2013-03-17]. （原始内容存档于2017-09-04）.
6. ↑  . 中国新闻网. 2012-07-15  [2013-03-17]. （原始内容存档于2012-08-22）.
7. ↑  .   [2011-07-16]. （原始内容存档于2014-10-19）.